# Metendothenia rhodambon
Metendothenia rhodambon es una especie de polilla del género Metendothenia, tribu Olethreutini, familia Tortricidae. Fue descrita científicamente por Diakonoff en 1973.

## Descripción
La envergadura es de 13 milímetros.

## Distribución
Se distribuye por Indonesia.